# رسوم التعليم العالي في استراليا

الأشخاص الملتحقون بمؤسسة التعليم العالي في أستراليا كنسبة مئوية من السكان المحليين في تعداد 2011 ، مقسمين جغرافيًا حسب المنطقة المحلية الإحصائية

تدفع رسوم الدراسات العليا في استراليا عن طريق مؤسسات التعليم العالي. وتقدم الحكومة المركزية، التي تعرف ايضاً بحكومة الثروة المشتركة (كومنويلث)، قروضاً واعانات لتخفيف تكلفة التعليم العالي لبعض الطلبة حيث أنه بدعم من الحكومة يطلب من بعض الطلبة  دفع جزء فقط من تكلفة الرسوم الدراسية، التي تسمى «مساهمة الطالب»، وتدفع الحكومة الرصيد.
يمكنهم ايضاً تأجيل دفع مساهمتهم كقرض HECS-HELP. أما الطلاب المحليون الآخرون فيدفعون الرسوم بالكامل (غير مدعومين من الكومنولث) ولا يتلقون مساهمة حكومية مباشرة في تكاليف تعليمهم. يمكن لبعض الطلاب المحليين في دورات الرسوم الكاملة الحصول على قرض من FEE-HELP من الحكومة الأسترالية حتى حد مدى الحياة من 150,000 دولار لبرامج الطب وطب الأسنان والعلوم البيطرية و 104440 دولار لجميع البرامج الأخرى.
ويستطيع المواطنون الأستراليون (وفي بعض الحالات المهنيون في الخارج الذين يكملون دراسات مؤقتة من أجل أن يكونوا مقيمين دائمين معتمدين) الحصول على قروض من الحكومة بموجب برنامج قروض التعليم العالي (HELP) الذي حل محل نظام المساهمة في التعليم العالي (HECS). اعتبارا من أبريل 2016، كان مبلغ الأموال المستحقة للحكومة الأسترالية في إطار خطة HECS 60 مليار دولار أسترالي ومن المتوقع أن يرتفع إلى 180 مليار دولار بحلول عام 2026.
ويشترك في إدارة برنامج HELP في مجال التعليم والإدارة الأسترالية، وزارة التعليم والمهارات والعمالة ومكتب الضرائب الأسترالي. بالإضافة إلى ذلك، قد يحق للطلاب المؤهلين الحصول على علاوة الشباب أو مدفوعات Austudy لمساعدتهم مالياً أثناء دراستهم. هذه المدفوعات الدعم هي وسائل والأصول اختبارها. كما تتوفر مساعدات إضافية في شكل منح دراسية. يتم فرض رسوم على الطلاب الأجانب مقابل التكلفة الكاملة لتعليمهم وغير مؤهلين للحصول على قروض HELP ، ولكن قد يتقدمون بطلب للحصول على منح دراسية دولية.

## التاريخ
و في عام 1940, راى حزب العمال الاسترالي الحكومي حاجة البلاد إلى زيادة عدد خريجي الجامعات والمزيد من الأبحاث المدنية والعسكرية. ولهذا، زادت بشكل كبير من عدد المنح الدراسية التي تقدمها لدخول الجامعة وسمحت للنساء بالتقدم لهذه المنح الدراسية (كانت في السابق حصرية للرجال). كما دعمت حكومة مينزيس الليبرالية ووسعت قدرة الأستراليين العاديين على الالتحاق بالجامعة.
حثت حكومة منزيس في الستينيات ومولت إنشاء جامعات جديدة لتلبية الطلب المتزايد. وقد تم بناء هذه الجامعات في الضواحي الضواحي، وقدمت منحاً بحثية خاصة لتشجيع الطلاب على إجراء دراسات بحثية عليا. العديد من الجامعات التي أنشئت في إطار هذا المخطط هي أعضاء في جامعات البحوث المبتكرة أستراليا.
وفي عام 1967، أنشأت الحكومة فئة من مؤسسات التعليم العالي غير الجامعية (تسمى كلية التعليم العالي) التي ستمولها الكومنولث. كانت هذه CAEs أسهل للوصول وأرخص للحضور من الجامعة التقليدية، في حين تقدم العديد من شهادات البكالوريوس المكافئة للجامعة.

### الغاء الرسوم الجامعية
خلال أوائل السبعينيات، كان هناك دفعة كبيرة لجعل التعليم العالي في أستراليا أكثر سهولة في متناول الأستراليين من الطبقة العاملة والمتوسطة. ألغت حكومة حزب العمال في وايتلام الرسوم الجامعية في 1 يناير 1974. ومع ذلك، كان هناك توافق في الآراء بين الحزبين الرئيسيين في منتصف الثمانينات على أن مفهوم التعليم العالي «المجاني» في أستراليا لا يمكن الدفاع عنه بسبب زيادة معدل المشاركة.

### مقدمة في HECS
في عام 1989، بدأت حكومة حزب هوك العمالية تدريجيا إعادة فرض رسوم للدراسة الجامعية. وأنشأت خطة مساهمات التعليم العالي، التي اقترحها لأول مرة البروفيسور موراي ويلز، وقام بتطويرها فيما بعد خبير اقتصادي ومحاضر في الجامعة الوطنية الأسترالية، بروس تشابمان وناصرها وزير التعليم جون دوكينز (انظر ثورة داوكينز). وبموجب شهادة HECS الأصلية، تم فرض رسوم قدرها 800 1 دولار على جميع طلاب الجامعات، ودفع الكومنولث الرصيد. يمكن للطالب تأجيل دفع هذا المبلغ HECS (في هذه الحالة كان يسمى دين HECS) وسداد الدين من خلال النظام الضريبي، عندما يتجاوز دخل الطالب مستوى العتبة. وكجزء من الإصلاحات، دخلت كليات التعليم المتقدم قطاع الجامعة بوسائل مختلفة. وقد تم قبول نظام HECS من قبل كلا الحزبين السياسيين الاتحاديين ونجا حتى اليوم، وإن كان مع عدد من التغييرات.

### إصلاحات حكومة هوارد ورود: 1996-2012
وفي عام 1996، أنشأت حكومة ائتلاف هوارد الجديدة هيكلاً من ثلاث طبقات للرسوم مع الإبقاء على نظام HECS. وتقيد الرسوم على أساس القيمة المتصورة للدورات. وكانت الدورات التي تعتبر أكثر من غيرها من فرص توليد دخل أعلى للطلاب في المستقبل (مثل القانون والطب) هي الأكثر تكلفة، وكانت تلك الدورات الأقل احتمالا لتوليد دخل أعلى (مثل التمريض والفنون) هي الأقل تكلفة. وفي الوقت نفسه، زادت رسوم HECS بنسبة 40٪ في المتوسط.
من عام 2007، أصبحت أماكن HECS المعروفة باسم أماكن الكومنولث المدعومة (CSP) ويحق للطالب في برنامج CSP الدراسة لمدة أقصاها 7 سنوات بدوام كامل (16 سنة بدوام جزئي) بمعدلات CSP. كان هذا يعرف باسم استحقاق التعلم الطلابي (SLE). بعد تلك الفترة كان على الطالب أن يأخذ إما قرضًا من برنامج التعليم العالي (إذا كان متاحًا) أو الدراسة بمعدلات رسوم كاملة. وأُلغيت هذه العقوبة اعتباراً من 1 كانون الثاني/يناير 2012.
أصبحت ديون HECS ديونًا لما قبل 2005، في حين أن دين ما بعد 2005 يسمى HECS-HELP ، والذي يعمل على نفس مبادئ HECS وإذا تلقى الطالب قرض HECS-HELP ، فإن حكومة الكومنولث تدفع مبلغ القرض مباشرة إلى مزود التعليم العالي نيابة عن الطالب.
خيار بديل هو FEE-HELP (سابقًا PELS) الذي يوفر للطلاب المؤهلين دفع الرسوم مع قرض لتغطية رسوم الدراسات العليا. هذا الخيار متاح فقط لطلاب الدراسات العليا الذين يحاولون الحصول على دورة مؤهلة لدراستهم. كان الحد الأقصى في عام 2012, لمدى الحياة في FEE-HELP هو 89,706 دولار أمريكي، و112,134 دولار للطلاب الذين يدرسون طب الأسنان أو الطب أو العلوم البيطرية.

قبل عام 2012، عندما كان الطالب قد استنكم إلى التعليمة العامة، كان بإمكانه التسجيل على أساس الرسوم الكاملة. الدورات الكاملة هي مكلفة نسبيا لأن الطالب يجب أن تدفع التكلفة الإجمالية أو إذا كان مؤهلا، تأجيل الرسوم على FEE-HELP، مما أدى إلى دين أكبر بكثير من دين HECS-HELP لجزء مساهمة الطالب من دورة بدعم الكومنولث. واعتباراً من 1 كانون الثاني/يناير 2012، أُلغيت الدراسة في المدارس الخاصة بالرابطة، ويمكن للطلاب مواصلة الدراسة لأكثر من 7 سنوات بدوام كامل أو ما يعادلها بدوام جزئي في دورات دعم الكومنولث. تتوفر دورات في برنامج «التعليم والتدريب في التعليم الثانوي» على مستوى الدراسات العليا (وأحياناً لبعض الأماكن الجامعية ذات الرسوم الكاملة)؛ ومع ذلك، فهي غير متوفرة في كل مؤسسة أو في كل دورة. الخيار الوحيد المتبقي هو مكان كامل الرسوم المدفوعة مقدما.
وقد خُفض الخصم على التسديد الطوعي لديون ما قبل عام 2005 من 15 في المائة إلى 10 في المائة اعتباراً من 1 كانون الثاني/يناير 2005. في 1 يناير 2012، تم تخفيض الخصم الطوعي للسداد إلى 5٪، وتم إلغاءه بالكامل من 1 يناير 2017.

### تغييرات 2017
تم إجراء تغييرات في تمويل الجامعات و HECS كجزء من الميزانية الفيدرالية الأسترالية لعام 2017. ومن المقرر تخفيض التمويل الجامعي بنسبة 2.5%، ومن المقرر أن ترتفع الرسوم الجامعية بمقدار 2000 دولار إلى 3600 دولار لدورة مدتها أربع سنوات، بزيادة قدرها 1.8% في عام 2018، و7.5% بحلول عام 2022. واعتباراً من 1 يوليو 2018، سيتم تخفيض مستوى الدخل الذي تبدأ به عمليات سداد ديون HECS، من 55,000 دولار إلى 42,000 دولار.

## الرسوم جامعية
في عام 1996، سمحت حكومة هوارد للجامعات بإنشاء أماكن برسوم كاملة يمكنهم من خلالها فرض رسوم كاملة على الطلاب الذين فاتهم مكان في HECS (مع استثناء ملحوظ للدرجات الطبية). في عام 2005، سمحت حكومة هوارد للجامعات بزيادة الرسوم بنسبة تصل إلى 25٪.
وخلال فترة ولاية حكومة أبوت، سعى وزير التعليم كريستوفر باين باستمرار إلى إلغاء القيود التنظيمية بالكامل على الرسوم الجامعية. وكان اقتراح باين سيسمح للجامعات بتحديد رسومها الخاصة وفقاً لطلب الطلاب، والخريجين الذين انتقلوا إلى الخارج للبدء في الدفع من خلال النظام الضريبي. ولم تنجح الإصلاحات المقترحة، حيث رفضها مجلس الشيوخ في عام 2015. ولا تزال الرسوم الدراسية الجامعية وإصلاح اللوائح جزءا من سياسة حكومة الائتلاف الوطني الليبرالي. أصدرت الحكومة ورقة التشاور الأسترالية حول الابتكار والتميز في التعليم العالي الأسترالي، في مايو 2016، مقترحة مجموعة جديدة من الإصلاحات (للتشاور).
سيتم تخفيض تمويل الجامعة بنسبة 2.5٪ في الميزانية الاتحادية الأسترالية لعام 2017. وسترتفع الرسوم الجامعية بمقدار 2000 دولار إلى 3600 دولار لدورة مدتها أربع سنوات، بزيادة قدرها 1.8٪ في عام 2018، و 7.5٪ بحلول عام 2022. واعتباراً من 1 يوليو 2018، سيتم تخفيض مستوى الدخل الذي تبدأ به عمليات سداد ديون HECS، من 55,000 دولار إلى 42,000 دولار.

## الطلاب المدعومون من الكومنولث (CSP)
في عام 2007، أصبحت أماكن HECS المعروفة باسم أماكن الكومنولث المدعومة (CSP). تحدد حكومة الكومنولث عدد وتخصيص الأماكن المدعومة من الكومنولث الجامعي مع كل مزود تعليم عالى عام كل عام، من خلال خطة منحة الكومنولث (CGS). 115- وCSP هي مكان للتعليم العالي تقدم فيه حكومة الكومنولث مساهمة إلى مقدم التعليم العالي في تكاليف تعليم الطالب. يساهم الطالب في تكلفة التعليم، والمعروفة باسم مساهمة الطالب. تتوفر أماكن مدعومة من الكومنولث لمواطني أستراليا ونيوزيلندا والمقيمين الدائمين الأستراليين.
تتم إدارة غالبية برامج CSPs من خلال مركز القبول العالي في كل ولاية أو إقليم (على الرغم من أن الجامعات تقوم بالاختيارات، وتقرر الطلاب الذين سيقدمون عروضًا لهم):
- مركز قبول الجامعات (UAC) في نيو ساوث ويلز و ACT
- مركز القبول العالي في كوينزلاند
- مركز القبول العالي في جنوب استراليا والإقليم الشمالي
- جامعة تسمانيا في تسمانيا
- مركز القبول العالي الفكتوري (VTAC) في فيكتوريا
- مركز خدمة مؤسسات التعليم العالي في غرب أستراليا.

ويعتمد التخصيص عادة على نتائج المدارس الثانوية (من خلال درجات ATAR أو OP)، ومؤهلات TAFE والنتائج الجامعية السابقة.
وتختلف مساهمة الطالب بين الدورات الدراسية، وتعتمد على الأرباح المتوقعة بعد تخرج الطلاب، وليس على تكلفة توفير الدورة. يمكن لمقدمي التعليم العالي تحديد مستوى مساهمة الطالب لكل وحدة دراسية، بحد أقصى من المستوى الذي حددته الحكومة. ويقال إنه بسبب نقص التمويل الحكومي للجامعات، فإن الجامعات تتقاضى دائماً تقريباً أعلى مستوى يسمح به.
بين عامي 2012 و 2017، حصل الطالب المؤهل الذي دفع كامل أو جزء من مساهمة الطالب مقدما على خصم 10٪ من HECS على المبلغ المدفوع (قبل عام 2012، كان خصم HECS 20٪). فقط المواطنين الأستراليين وحاملي التأشيرات الإنسانية الدائمة كانوا مؤهلين للحصول على خصم HECS المقدمة بنسبة 10٪. تمت إزالة الخصم المقدم في 1 يناير 2017.

### إجمالي التمويل
مجموع التمويل المتاح للمؤسسات لكل طالب مكافئ بدوام كامل هو الجمع بين مساهمة الطالب (مقسمة إلى 3 مبالغ/نطاقات مختلفة) ومساهمة حكومة الكومنولث (مقسمة إلى 8 مبالغ/مجموعات مختلفة). بالنسبة لعام 2017، فهي كالآتي:
| تمويل الكومنولث | مساهمة الطلاب | انضباط                                                            | الرسوم كاملة </br> $ | برلمان المملكة المتحدة </br> إسهام </br> $ | طالب علم </br> إسهام </br> $ |
| --------------- | ------------- | ----------------------------------------------------------------- | -------------------- | ------------------------------------------ | ---------------------------- |
| المجموعة 1      | النطاق 3      | القانون والمحاسبة والتجارة والاقتصاد والإدارة                     | 12685                | 2089                                       | 10596                        |
| المجموعة 2      | النطاق 1      | العلوم الإنسانية                                                  | 12158                | 5809                                       | 6349                         |
| المجموعة 3      | النطاق 1      | العلوم السلوكية أو الدراسات الاجتماعية                            | 16627                | 10278                                      | 6349                         |
| المجموعة 3      | النطاق 2      | الرياضيات أو الإحصاء أو الحوسبة أو البيئة المبنية أو الصحة الأخرى | 19328                | 10278                                      | 9050                         |
| المجموعة 4      | النطاق 1      | التعليم                                                           | 17044                | 10695                                      | 6349                         |
| المجموعة 5      | النطاق 1      | علم النفس السريري أو اللغات الأجنبية أو الفنون المرئية والأدائية  | 18990                | 12641                                      | 6349                         |
| المجموعة 5      | النطاق 2      | مساعد صحي                                                         | 21691                | 12641                                      | 9050                         |
| المجموعة 6      | النطاق 1      | التمريض                                                           | 20462                | 14113                                      | 6349                         |
| المجموعة 7      | النطاق 2      | الهندسة والعلوم والمسح الهندسة والعلوم والمساحة                   | 27021                | 17971                                      | 9050                         |
| المجموعة 8      | النطاق 2      | الزراعة                                                           | 31859                | 22809                                      | 9050                         |
| المجموعة 8      | النطاق 3      | طب الأسنان أو الطب أو العلوم البيطرية                             | 33405                | 22809                                      | 10596                        |

## الطلاب الذين يدفعون الرسوم كاملة
تم الغاء من أماكن الرسوم الكاملة لطلاب المرحلة الجامعية الأسترالية في عام 2009 بموجب الإصلاحات التي أجرتها حكومة جيلارد.
قد يحصل الطلاب الآخرون على مكان رسوم كاملة (FFP) إذا لم يحصلوا على مكان مدعوم من الكومنولث، رهناً بالمؤهلات ذات الصلة. معظم دورات الدراسات العليا لا يوجد فيها أماكن مدعومة من الكومنولث متاحة، وبالتالي، فإن جميع هؤلاء الطلاب يدفعون رسومًا كاملة. يتم فرض رسوم على الطلاب الذين يدفعون الرسوم على التكلفة الكاملة لمساقهم، دون مساهمة الكومنولث.
ويمكن لبعض الطلاب الذين يدفعون رسوما الحصول على قروض في إطار برنامج قروض التعليم العالي، المسمى قروض برنامج التعليم العالي- المساعدة، لتغطية جميع أو جزء من رسومهم. هذا متاح للمواطنين الأستراليين، والمواطنين النيوزيلنديين وحاملي التأشيرات الإنسانية الدائمة. الطلاب الجامعيين الذين يحصلون على هذه القروض يتم فرض رسوم قرض بنسبة 20٪ بالإضافة إلى المبلغ المقترض. هذا لا ينطبق على دورات الدراسات العليا. الطلاب قادرون على اقتراض قرض 112,134 دولار أمريكي كحد أقصى من أجل الطب وطب الأسنان والعلوم البيطرية و89,706 دولار لجميع البرامج الأخرى (المعدلة لمراعاة التضخم). وفي عام 2005، حلت قروض برنامج «التعليم- مساعدة التعليم المفتوح» محل نظام التعليم المفتوح للدفع المؤجل، وخطة قروض التعليم العالي (PELS)، وخطة مد الجسور لقروض المهنيين المدربين في الخارج.

## OS-HELP
OS-HELP هو خطة قرض لمساعدة بعض الطلاب المحليين الجامعيين على القيام ببعض، ولكن ليس كل، من دورة الدراسة في الخارج. يستطيع الطلاب الحصول على قرض يصل إلى 6470 دولارًا (إذا لم يكن الطالب سيدرس في آسيا) أو 7764 دولارًا (إذا كان الطالب سيدرس في آسيا) كل ستة أشهر، ولكن لا يمكن الحصول إلا على قرضين طوال حياتهم. وعلى عكس القروض الأخرى في برنامج المساعدة، يتم دفع مبلغ القرض مباشرة إلى الطالب ويتم تحديد شروط القروض من قبل مقدمي الخدمات الثالثة.
وكما هو الحال في خطة القروض الخاصة بـ FEE-HELP، تطبق رسوم بنسبة 20% على المبلغ المقترض. هذا 20% «رسوم الإدارة» تمت إزالتها للحصول على قروض OS-HELP وردت بعد 1 كاون الثاني 2010.

## قروض HELP

### إدارة قرض HELP
لا تجتذب ديون HELP فوائد (بالمعنى العادي)، ولكنها تتم فهرستها بدلاً من ذلك إلى مؤشر أسعار المستهلك في 1 يونيو من كل عام، على أساس مؤشر أسعار المستهلك السنوي حتى مارس من ذلك العام. وكان معدل الفهرسة المطبق في 1 حزيران/يونيه 2006 2.8 في المائة و 3.4 في المائة في 1 حزيران/يونيه 2007. وتنطبق الفهرسة على الجزء الذي لم يسدد من الدين لمدة 11 شهرا أو أكثر. وهكذا، يتم حساب الفهرسة على فتح رصيد الدين HELP في 1 يوليو من العام السابق بالإضافة إلى أي دين متكبد في النصف الأول من السنة الحالية (عادة لدورات الفصل الدراسي الأول) أقل من أي دفعات إلزامية وطوعية، مع مكافأة. لن تخضع أي ديون HELP التي يتم تكبدها في دورات الفصل الدراسي الثاني (عادة ما يتم تحديدها في يونيو) للفهرسة حتى العام التالي. بعد الفهرسة، يتم تقريب الرصيد الجديد إلى مبلغ الدولار بأكمله.
اعتبارًا من 1 كانون الثاني 2017، ألغت حكومة الكومنولث مكافأة السداد الطوعي بنسبة 5٪ على جميع عمليات سداد ديون HELP.
وإذا توفي شخص لديه دين متراكم من أجل المساعدة، فإن أي سداد إلزامي متضمن في إشعار ضريبة الدخل المتعلق بالفترة السابقة لوفاته يجب أن يدفع من تركته، ولكن يتم إلغاء ما تبقى من ديونه.

### السداد
ويدير مكتب الضرائب الأسترالي ديون المساعدة، وسيتم سدادها بصورة إلزامية مع مرور الوقت من خلال النظام الضريبي. إذا تجاوزت إيرادات سداد المساعدة (HRI) للشخص الذي لديه دين HELP عتبة معينة، والتي تبلغ 53,345 دولار أمريكي للسنة المالية 2014/2015، يتم خصم مدفوعات إلزامية من ضريبة الشخص للسنة. 33- و"الـ"HRI" هي دخل الشخص الخاضع للضريبة بالإضافة إلى أي خسارة إيجار صافية يُطالب بها مقابل ذلك الدخل الخاضع للضريبة وإضافة استحقاقات هامشية، ومساهمات التقاعد القابلة للإبلاغ، والدخل الأجنبي الوارد، معفاة عادة من الضرائب.
على عكس معدلات الضرائب الهامشية، ينطبق معدل السداد على الشبكة العالمية لحقوق الإنسان بالكامل، بحيث لا يحتاج الشخص الذي لديه HRI أقل من 45,881 دولار في 2019/2020 إلى سداد مساعدة إلزامية، ولكن الشخص الذي لديه HRI بقيمة 80,000 دولار سيسدد مبلغ 4,400 دولار. وهذا يمثل 5.5 في المائة من الناتج غير الخاضع للضريبة من الدخل أو رصيد الدين البالغ 000 80 دولار. لا يمكن أن يتجاوز مبلغ السداد الإلزامي رصيد دين HELP.
معدلات السداد الإجباري منذ عام 2006 هي:
| 2006-07                   | 2007–08                     | 2008-09                    | 2009-10                      | 2010-11                                      | 2011-12                     | معدل السداد             |
| ------------------------- | --------------------------- | -------------------------- | ---------------------------- | -------------------------------------------- | --------------------------- | ----------------------- |
| أقل من 38149 دولارًا       | أقل من 39825 دولارًا         | أقل من 41595 دولارًا        | أقل من 43151 دولارًا          | أقل من 44912 دولارًا                          | أقل من 47196 دولارًا         | لا شيء                  |
| 38149 دولار - 42494 دولار | 39825 دولارًا - 44360 دولارًا | 41595 دولار - 46333 دولار  | 43151 دولارًا - 48.066 دولارًا | 44912 دولارًا - 50.028 دولارًا                 | 47196 دولار - 52572 دولار   | 4٪ من الموارد البشرية   |
| 42495 دولار - 46938 دولار | 44360 دولارًا - 48896 دولارًا | 46334 دولار - 51.070 دولار | 48.067 دولار - 52980 دولار   | 50,029 دولارًا - 55,143 دولارًا                | 52573 دولار - 57947 دولار   | 4.5٪ من الموارد البشرية |
| 46839 دولار - 49300 دولار | 48897 دولار - 51466 دولار   | 51.071 دولار - 53754 دولار | 52981 دولار - 55764 دولار    | 55144 دولار - 58.041 دولار                   | 57948 دولار - 60993 دولار   | 5٪ من الموارد البشرية   |
| 49301 دولار - 52994 دولار | 51466 دولار - 55322 دولار   | 53755 دولار - 57782 دولار  | 55765 دولار - 59943 دولار    | 58,042 دولارًا أمريكيًا - 62390 دولارًا أمريكيًا | 60994 دولار - 65563 دولار   | 5.5٪ من الموارد البشرية |
| 52995 دولار - 57394 دولار | 55323 دولار - 59915 دولار   | 57783 دولار - 62579 دولار  | 59944 دولار - 64919 دولار    | 62391 دولارًا - 67570 دولارًا                  | 65564 دولار - 71006 دولار   | 6٪ من الموارد البشرية   |
| 57395 دولار - 60414 دولار | 59916 دولار - 63.068 دولار  | 62.580 دولار - 65873 دولار | 64920 دولارًا - 68336 دولارًا  | 67.571 دولار - 71126 دولار                   | 71007 دولار - 74743 دولار   | 6.5٪ من الموارد البشرية |
| 60415 دولار - 66485 دولار | 63.069 دولار - 69405 دولار  | 65874 دولار - 72492 دولار  | 68337 دولار - 75203 دولار    | 71127 دولار - 78273 دولار                    | 74744 دولارًا - 82253 دولارًا | 7٪ من الموارد البشرية   |
| 66486 دولار - 70846 دولار | 69406 دولار - 73959 دولار   | 72493 دولار - 77247 دولار  | 75204 دولار - 80136 دولار    | 78274 دولار - 83407 دولار                    | 82254 دولار - 87649 دولار   | 7.5٪ من الموارد البشرية |
| 70847 دولار وما فوق       | 73,960 دولار وما فوق        | 77248 دولار وما فوق        | 80137 دولار وما فوق          | 83408 دولار وما فوق                          | 87,650 دولار أمريكي وما فوق | 8٪ من الموارد البشرية   |

من الممكن إجراء دفعات طوعية لتخفيض الدين. وحتى 31 كانون الأول/ديسمبر 2004، كانت المدفوعات الطوعية التي تزيد على 500 دولار تحصل على علاوة قدرها 15 في المائة، واعتباراً من 1 كانون الثاني/يناير 2005، خُفضت هذه المدفوعات إلى 10 في المائة، واعتباراً من 1 كانون الثاني/يناير 2012، خُفض هذا المبلغ إلى 5 في المائة. واعتبارا من 1 كانون الثاني/يناير 2017، ألغت الحكومة علاوة السداد بنسبة 5 في المائة.